# آواتار: آتش و خاکستر
آواتار: آتش و خاکستر (انگلیسی: Avatar: Fire and Ash) فیلم علمی تخیلی حماسی آمریکایی در شرف اکران به کارگردانی، نویسندگی، تهیه‌کنندگی و تدوین جیمز کامرون است. این سومین فیلم در فرنچایز آواتار کامرون و دنباله‌ای بر آواتار: راه آب (۲۰۲۲) به‌شمار می‌رود. کامرون تهیه‌کنندگی فیلم را با جان لاندو بر عهده داشته است. ریک جافا، آماندا سیلور، جاش فریدمن و شین سالرنو در فرایند نگارش فیلم‌نامه دخیل بودند. اعضای بازیگران شامل سم ورثینگتون، زوئی سالدانا، سیگورنی ویور، استیون لانگ، ژول دیوید مور، سی.سی.اچ. پاوندر، جووانی ریبیسی، دیلیپ رائو، مت جرالد، کیت وینسلت، کلیف کرتیس، ادی فالکو، برندن کاول، جامین کلمنت، بریتین دالتن، ترینیتی جو لی بلیس، جک چمپین، بیلی باس و فیلیپ گلیو نقش‌هایشان از فیلم‌های قبلی را بازآفرینی می‌کنند. نقش شخصیت‌های جدید توسط میشل یئو، دیوید تیولیس و اونا چاپلین ایفا می‌شود.
کامرون در سال ۲۰۰۶ اعلام کرده بود در صورت موفقیت فیلم آواتار (۲۰۰۹)، دنباله‌های آن را نیز خواهد ساخت. در سال ۲۰۱۰ پس از موفقیت گستردهٔ فیلم نخست، او ساخت دو دنباله را اعلام کرد و قصد داشت آواتار ۳ در سال ۲۰۱۵ اکران شود. با این حال، اضافه شدن دو دنباله دیگر (در مجموع چهار دنباله) و لزوم توسعهٔ فناوری جدید به‌منظور ضبط صحنه‌های زیر آب که قبلاً انجام نشده بود، منجر به تأخیر عمده‌ای در روند توسعهٔ فیلم شد تا به کارکنان زمان بیشتری برای کار بر روی نوشتن فیلم‌نامه، مراحل پیش‌تولید و جلوه‌های بصری داده شود. مراحل فیلم‌برداری آواتار ۳ هم‌زمان با آواتار: راه آب در سپتامبر ۲۰۱۷ در در نیوزیلند آغاز شد و در اواخر دسامبر ۲۰۲۰ به پایان رسید.
اکران سینمایی این فیلم با ۹ تأخیر مواجه شده است که آخرین آن در ۱۳ ژوئن ۲۰۲۳ رخ داد؛ این دنباله برای اکران در ۱۹ دسامبر ۲۰۲۵ برنامه‌ریزی شده است. دو دنباله دیگر، آواتار ۴ و آواتار ۵، در مراحل تولید هستند و انتظار می‌رود به ترتیب در ۲۰۲۹ و ۲۰۳۱ اکران شوند.

## زمینهٔ داستان
یک سال پس از سکونت در میان قبیلهٔ «متکاینا»، خانوادهٔ جِیک و نِیتیری با اندوه ناشی از مرگ نِتیِیَم دست‌وپنجه نرم می‌کنند. در نهایت، آنان با قبیله‌ای جدید و تهاجمی از ناوی‌ها به نام «مردم خاکستر» روبه‌رو می‌شوند؛ قبیله‌ای که توسط رهبر آتشین‌مزاجش، «وارَنگ»، هدایت می‌شود و با دشمن جِیک، «کواریتچ»، متحد شده است؛ اتحادی که باعث تشدید درگیری‌های سرنوشت‌ساز در پاندورا می‌گردد.

## بازیگران
- سم ورثینگتون
- زویی سالدانا
- سیگورنی ویور
- استیون لانگ
- جووانی ریبیسی
- کیت وینسلت
- کلیف کرتیس
- ژول دیوید مور
- سی.سی.اچ. پاوندر
- ادی فالکو
- برندن کاول
- جامین کلمنت
- بریتین دالتن
- جک چمپین
- دیلیپ رائو
- مت جرالد
- دیوید تیولیس
- اونا چاپلین
- میشل یئو